# Ovotransferrina

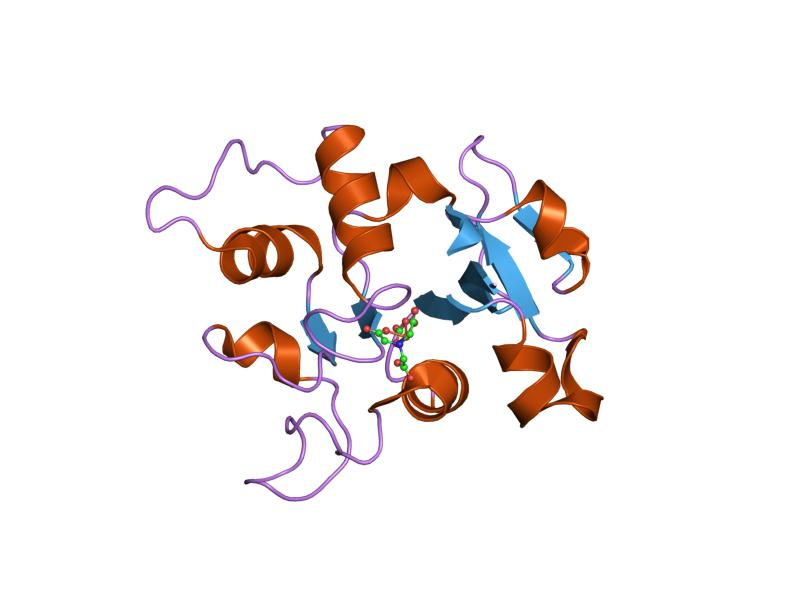
Representação da ovotransferrina

A ovotransferrina (conalbumina) é uma glicoproteína da clara do ovo. A clara de ovo é composta por múltiplas proteínas, das quais a ovotransferrina é a mais confiável em termos de calor. eLA um peso molecular de 76.000 daltons e contém cerca de 700 aminoácidos. A ovotransferrina constitui, aproximadamente, 13% da clara do ovo (em contraste com a ovalbumina, que compreende 54%). Como membro da família da transferrina e das metaloproteinases, descobriu-se que a ovotransferrina possui propriedades antibacterianas, antioxidantes e imunomoduladoras, decorrentes, principalmente, da sua capacidade de ligação ao ferro (Fe3+), bloqueando um componente bioquímico-chave necessário para a sobrevivência dos microrganismos. As bactérias carentes de ferro tornam-se incapazes de se mover, tornando a ovotransferrina um potente bacteriostático.

## Função e mecanismo
Biologicamente, a conalbumina isola e isola contaminantes metálicos na clara do ovo. A ovotransferrina é funcional e estruturalmente análoga à lactoferrina de mamíferos. Um estudo recente mostrou desempenho superior da ovotransferrina quando comparada à lactoferrina em sua capacidade de fornecer ferro sem acumulação ou indução de irritabilidade gástrica, tornando a ovotransferrina um excelente potencial transportador de ferro para o tratamento de anemia por deficiência de ferro. A ovotransferrina mostrou entrega fisiológica de ferro superior à lactoferrina em um modelo de barreira gástrica. Estes dados são muito promissores para o uso da ovotransferrina em suplementos alimentares, com dupla funcionalidade como mecanismo antimicrobiano e de envio de ferro.

## Uso em tratamentos
Diversos estudos identificaram propriedades antiosteoporóticas duplas da ovotransferrina, reduzindo a reabsorção óssea e promovendo a formação óssea. Além disso, a ovotransferrina mostra-se promissora no tratamento do câncer. Na verdade, a ovotransferrina por si só é tóxica para as células cancerígenas in vitro. Suas propriedades antioxidantes e anti-inflamatórias também podem tornar a ovotransferrina um tratamento viável para doenças cardiovasculares.